# جولای سرزیتونی
جولای سرزیتونی (نام علمی: Ploceus olivaceiceps) نام یک گونه از سرده جولاها است.